# Космос-5
Космос-5 — советский научно-исследовательский спутник серии космических аппаратов «Космос». КА типа «2МС», сер. № 2 был запущен 28 мая 1962 с космодрома Капустин Яр со стартового комплекса «Маяк-2» ракетой-носителем «Космос 63С1». Прекратил существование 2 мая 1963 года.

## Первоначальные орбитальные данные спутника
- Перигей (км) — 203 км
- Апогей (км) — 1600 км
- Период обращения вокруг Земли — 102,75 минуты
- Угол наклона плоскости орбиты к плоскости экватора Земли — 49,07°

## Аппаратура, установленная на спутнике
Аппаратура для изучения радиационной обстановки в околоземном пространстве после проведенного США высотного ядерного взрыва проекта Starfish Prime.
Аппаратура для исследования полярных сияний, получения информации о процессах образования ионосферы, изучения фотоэлектронов.